# Xolmis velatus
Xolmis velatus là một loài chim trong họ Tyrannidae.